# 22. ceremonia wręczenia nagród Goya
22. ceremonia wręczenia hiszpańskich nagród filmowych Goya za rok 2007, odbyła się 3 lutego 2008 roku w Palacio de Congresos w Madrycie.
17 grudnia 2007 roku, aktorzy Juan Diego Botto i Ivana Baquero ogłosili nominacje do nagród.
Najlepszym filmem okazała się Samotność w reżyserii Jaime Rosalesa. Siedem statuetek otrzymał film Sierociniec Juana Antonio Bayony.

## Laureaci i nominowani
Laureaci nagród wyróżnieni są wytłuszczeniem

### Najlepszy film
- Jaime Rosales − Samotność
  - Juan Antonio Bayona − Sierociniec
  - Emilio Martínez-Lázaro − 13 róż
  - Gracia Querejeta − Siedem stołów bilardowych

### Najlepsza reżyseria
- Jaime Rosales − Samotność
  - Icíar Bollaín − Detektywi w spódnicach
  - Emilio Martínez-Lázaro − 13 róż
  - Gracia Querejeta − Siedem stołów bilardowych

### Najlepszy debiut reżyserski
- Juan Antonio Bayona − Sierociniec
  - Tomás Fernández − Wieża Suso
  - David Ulloa i Tristán Ulloa − Pudor
  - Félix Viscarret − Pod gwiazdami

### Najlepszy scenariusz oryginalny
- Sergio Gutiérrez Sánchez − Sierociniec
  - Icíar Bollaín i Tatiana Rodríguez − Detektywi w spódnicach
  - Ignacio Martínez de Pisón − 13 róż
  - Gonzalo Suárez − Za kulisami
  - Gracia Querejeta i David Planell − Siedem stołów bilardowych

### Najlepszy scenariusz adaptowany
- Félix Viscarret − Pod gwiazdami
  - Ventura Pons − Barcelona (mapa)
  - Laura Santullo − Zona
  - Tristán Ulloa − Pudor
  - Imanol Uribe − La Carta Esferica

### Najlepszy aktor
- Alberto San Juan − Pod gwiazdami
  - Alfredo Landa − Luz De Domingo
  - Álvaro de Luna − El Prado de las Estrellas
  - Tristán Ulloa − Pudor

### Najlepszy aktor drugoplanowy
- José Manuel Cervino − 13 róż
  - Raúl Arévalo − Siedem stołów bilardowych
  - Julián Villagrán − Pod gwiazdami
  - Emilio Gutiérrez Caba − Wieża Suso
  - Carlos Larrañaga − Luz De Domingo

### Najlepszy debiutujący aktor
- José Luis Torrijo − Samotność
  - Óscar Abad − El Prado de las Estrellas
  - Gonzalo de Castro − Wieża Suso
  - Roger Príncep − Sierociniec

### Najlepsza aktorka
- Maribel Verdú − Siedem stołów bilardowych
  - Blanca Portillo − Siedem stołów bilardowych
  - Belén Rueda − Sierociniec
  - Emma Suárez − Pod gwiazdami

### Najlepsza aktorka drugoplanowa
- Amparo Baró − Siedem stołów bilardowych
  - Geraldine Chaplin − Sierociniec
  - Nuria González − Detektywi w spódnicach
  - María Vázquez − Detektywi w spódnicach

### Najlepsza debiutująca aktorka
- Manuela Velasco − REC
  - Gala Évora − Lola: la Pelicula
  - Bárbara Goenaga − Za kulisami
  - Nadia de Santiago − 13 róż

### Najlepszy zagraniczny film hiszpańskojęzyczny
- XXY, reż. Lucía Puenzo
  -  Wiek buntu, reż. Pavel Giroud
  -  Czarny motyl, reż. Francisco J. Lombardi
  -  Ojcze nasz. Krew z krwi, reż. Rodrigo Sepúlveda

### Najlepsza muzyka
- Roque Baños − 13 róż
  - Carles Cases − Za kulisami
  - Míkel Salas − Pod gwiazdami
  - Fernando Velázquez − Sierociniec

### Najlepsza piosenka
- Fado da saudade z filmu Fados; muzyka i słowa: Fernando Pinto do Amaral i Carlos do Carmo
  - Circus Honey Blues z filmu Podatek od wygranej; muzyka i słowa: Víctor Reyes i Rodrigo Cortés
  - La vida secreta de las pequeñas cosas z filmu Cándida; muzyka i słowa: David Broza i Jorge Drexler
  - Pequeño paria z filmu El niño de barro; muzyka i słowa: Daniel Melingo

### Najlepsze zdjęcia
- José Luis Alcaine − 13 róż
  - Álvaro Gutiérrez − Pod gwiazdami
  - Ángel Iguacell − Siedem stołów bilardowych
  - Carlos Suárez − Za kulisami

### Najlepszy montaż
- David Gallart − REC 
  - Fernando Pardo − 13 róż
  - Elena Ruiz − Sierociniec
  - Nacho Ruiz Capillas − Siedem stołów bilardowych

### Najlepsza scenografia
- Joseph Rosell − Sierociniec
  - Gil Parrondo − Luz de Domingo
  - Edoy Hidalgo − 13 róż
  - Wolfgang Bumann − Za kulisami

### Najlepsze kostiumy
- Lena Mossum − 13 róż
  - Sonia Grande − Lola: la Pelicula
  - Lourdes de Orduña − Luz De Domingo
  - María Reyes − Sierociniec

### Najlepsza charakteryzacja i fryzury
- Lola López i Itziar Arrieta − Sierociniec
  - Lourdes Briones i Fermín Galán − Za kulisami
  - Mariló Osuna, Almudena Fonseca i José Juez − 13 róż
  - José Quetglas i Blanca Sánchez − Serce Ziemi

### Najlepszy dźwięk
- Xavi Mas, Marc Orts i Oriol Tarragó − Sierociniec
  - Carlos Bonmati, Alfonso Pino i Carlos Farudo − 13 róż
  - Licia Marcos de Oliveira i Bernat Aragonés − Twoja na zawsze
  - Iván Marín, José Antonio Bermúdez i Leopoldo Aledo − Siedem stołów bilardowych

### Najlepszy kierownik produkcji
- Sandra Hermida − Sierociniec
  - Teresa Cepeda − Za kulisami
  - Martín Cabañas − 13 róż
  - Juan Carmona i Salvador Gómez − Luz De Domingo

### Najlepsze efekty specjalne
- David Martí, Montse Ribe, Pau Costa, Enric Masip, Lluis Castell i Jordi San Agustín − Sierociniec
  - Reyes Abades i Álex G. Ortoll − Serce Ziemi
  - David Ambid, Enric Masip i Álex Villagrasa − REC
  - Pau Costa, Raúl Ramanillos i Carlos Lozano − 13 róż

### Najlepszy film animowany
- Víctor Maldonado i Adrià García − Nokturna
  - Michel Ocelot − Azur i Asmar
  - Egoitz Rodríguez − Betizu Eta Urrezko Zintzarria
  - Lenard F. Krawinkel i Holger Tappe − En busca de la piedra mágica

### Najlepszy film dokumentalny
- Mariano Barroso, Isabel Coixet, Javier Corcuera, Fernando León de Aranoa i Wim Wenders − Niewidzialni
  - Fernando Méndez-Leite − El Productor
  - Carlos Saura − Fados
  - Aitor Arregi i José María Goenaga − Lucio

### Najlepszy krótkometrażowy film fabularny
- Abdelatif Abdeselam Hamed − Salvador (Historia de un milagro cotidiano)
  - Aitor Merino Unzueta − El pan nuestro
  - José Manuel Carrasco Fuentes − Padam...
  - Arturo Ruiz Serrano − Paseo
  - Javier San Román − Proverbio chino

### Najlepszy krótkometrażowy film animowany
- Enrique Gato Borregán − Tadeo Jones y el sótano maldito
  - Marcos Valin i David Alonso − Atención al cliente
  - Juan Ramón Galiñanes García − El bufón y la infanta
  - Juan Pablo Etcheverry − La flor más grande del mundo
  - Raquel García-Ajofrin Virtus i Enrique García Rodríguez − Perpetuum mobile

### Najlepszy krótkometrażowy film dokumentalny
- Isabel Lucina Gil Márquez − Szczęśliwy człowiek
  - Juan Carlos Zambrana − Carabanchel, un barrio de cine
  - Toni Bestard − El anónimo Caronte
  - Eduardo Soler − Valkirias

### Goya Honorowa
- Alfredo Landa (aktor)

## Podsumowanie ilości nominacji
(Ograniczenie do dwóch nominacji)
14 : 13 róż, Sierociniec
10 : Siedem stołów bilardowych
7 : Pod gwiazdami, Za kulisami
5 : Luz De Domingo
4 : Detektywi w spódnicach
3 : Samotność, Wieża Suso, Pudor, REC
2 : El Prado de las Estrellas, Lola: La pelicula, Serce Ziemi

## Podsumowanie ilości nagród
(Ograniczenie do dwóch nagród)
7 : Sierociniec
4 : 13 róż
3 : Samotność
2 : Pod gwiazdami, REC, Siedem stołów bilardowych